# Mauricio Marcon
Mauricio Bedin Marcon (Caxias do Sul, 24 de janeiro de 1987) é economista e político brasileiro filiado ao Podemos (PODE).

## Biografia

### Primeiros anos e formação acadêmica
Marcon nasceu em Caxias do Sul, cidade no interior do Rio Grande do Sul em 1987. Fruto de uma gravidez com complicações, aos 7 anos virou coroinha, aos 20, catequista, e aos 23, ministro da eucaristia.
Formou-se no curso de Economia na Universidade de Caxias do Sul (UCS) no ano de 2010.

### Política
No ano de 2016, filiado ao Partido da Social Democracia Brasileira (PSDB) concorreu ao cargo de vereador por Caxias do Sul, não sendo eleito após receber 1.181 votos. Deixou o PSDB e filiou-se ao Partido Novo (NOVO), sendo candidato a deputado federal pelo Rio Grande do Sul em 2018. No pleito angariou 11.003 votos não obtendo êxito em sua eleição.
Novamente concorreu ao cargo de vereador em Caxias do Sul, desta vez, sendo eleito com 5.618 votos - o mais votado no pleito. No ao seguinte, foi expulso do NOVO após criticar em livestream o processo seletivo para escolha do candidato na eleição presidencial de 2022, classificando o processo como 'fraudulento'. Marcon não recorreu a decisão do partidão e filiou-se ao Podemos (PODE). Nas eleições estaduais de 2022 foi eleito deputado federal para a 57.ª legislatura (2023 — 2027) com 140.634 votos.
Em 16 de julho de 2024, o TRE cassou o diploma de Marcon. A Justiça considerou que o partido teria usado de candidatura laranja para fraudar a cota de mulheres nas eleições de 2022 e que o político foi "diretamente beneficiado pela fraude à quota de gênero e interferência do poder econômico e dos meios de comunicação social". Desembargadores do TRE também cassaram diplomas dos suplentes do Podemos, determinando novo cálculo do quociente eleitoral. O partido teria usado de candidatura laranja para fraudar cota de mulheres. Marcon negou irregularidades e prometeu recorrer da decisão.

### Desempenho eleitoral
| Ano  | Cargo                                   | Partido | Votos   | Resultado  | Ref.   |
| ---- | --------------------------------------- | ------- | ------- | ---------- | ------ |
| 2016 | Vereador de Caxias do Sul               | PSDB    | 1.181   | Não eleito | [ 5 ]  |
| 2018 | Deputado federal pelo Rio Grande do Sul | NOVO    | 11.003  | Não eleito | [ 6 ]  |
| 2020 | Vereador de Caxias do Sul               | NOVO    | 5.618   | Eleito     | [ 7 ]  |
| 2022 | Deputado federal pelo Rio Grande do Sul | PODE    | 140.634 | Eleito     | [ 10 ] |

## Controvérsias

### Xenofobia
Já como deputado federal, em vídeo publicado por Marcon em suas redes sociais, disse que a Bahia é um lugar "sujo e pichado" e de "pobreza", comparou o estado com o Haiti e disse que "no Norte e no Nordeste não se liga pra política igual no Sul, Sudeste ou Centro-Oeste" e que "pela perpetuação da pobreza que Lula (PT) ganha nesses lugares".
O senador do Pernambuco, Humberto Costa (PT), denunciou Marcon junto ao Conselho de Ética e Decoro Parlamentar da Câmara dos Deputados. O caso será apurado também pela Polícia Federal (PF).
Em sua conta no Twitter, o ex-ministro do Supremo Tribunal Federal (STF), Joaquim Barbosa, criticou a fala de Marcon:
| “ | Caro Deputado Marcon: instrua-se, eduque-se, retenha essa baba ofídico-peçonhenta que emana da tua boca, seiva da violência que grassa em nosso país. Conheça direito a Bahia, o seu peso histórico, a sua estupenda arte, as suas magníficas igrejas, ie, a sua gigantesca e decisiva | ” |
|   | |   |